# Percy Carlyle Gilchrist
 (octobre 2019).
Si vous disposez d'ouvrages ou d'articles de référence ou si vous connaissez des sites web de qualité traitant du thème abordé ici, merci de compléter l'article en donnant les références utiles à sa vérifiabilité et en les liant à la section « Notes et références ».
Percy Carlyle Gilchrist (27 décembre 1851 - 16 décembre 1935) est un chimiste et un métallurgiste britannique.

## Biographie
Il est né à Lyme dans le Comté de Dorset. Il étudie à la Royal School of Mines (École royale des mines). Il est principalement connu pour sa collaboration avec son cousin Sidney Gilchrist Thomas pour la mise au point du procédé de déphosphoration de la fonte. Ils développent ce procédé entre 1875 et 1877. Gilchrist devient membre de la Royal Society le 4 juin 1891.
L'association entre Gilchrist et Thomas débute en 1871. Gilchrist commence sa carrière comme chimiste à Cwm-Avon, dans le pays de Galles, mais rejoint rapidement l'usine sidérurgique de Blaenavon, où il réalise ses premiers essais avec l'accord de E. P. Martin, maître de forges.
Il est vice-président de l'Iron and Steel Institute.